# Васильев, Иван Васильевич (самбист)
Иван Васильевич Васильев (1909 — 1977) — один из первых советских самбистов, призёр чемпионатов СССР, первый самбист, получивший звание Заслуженный мастер спорта СССР, Заслуженный тренер СССР и судья всесоюзной категории (1947), участник Великой Отечественной войны.

## Биография
В 1932 году поступил в Московский институт физкультуры на первый двухгодичный курс, который читал Василий Ощепков. После окончания курса вернулся в Ленинград. Выступал за местное «Динамо». Там же начал свою тренерскую карьеру. В 1938 году состоялась товарищеская встреча пяти городов по самбо. Васильев, будучи выступающим тренером, привёл своих воспитанников к победе в этом матче. В 1939 году состоялся первый чемпионат СССР по самбо. Команда Ленинграда под руководством Васильева стала победительницей в командном зачёте, выиграв четыре золотых медали из восьми.
В годы Великой Отечественной войны служил в разведке, готовил десантников и бойцов спецподразделений. Служил в составе 5-го истребительного батальона НКВД. На Невском пятачке группа Ивана Васильева столкнулась с немецкой разведкой. В коротком рукопашном бою фашисты были обезврежены, а пятеро взяты в плен. За этот бой Васильев получил Орден Красной Звезды. В 1943 году подготовил пособие по рукопашному бою.
После войны продолжал выступать и вести тренерскую работу в обществе «Динамо». На базе его секции была создана федерация самбо. 56 его учеников стали чемпионами и призёрам чемпионатов СССР и Европы. Его воспитанники возглавили спортивные коллективы города: Марк Гиршов — общество «Наука», Дмитрий Доманин — «Трудовые резервы».
Похоронен на Большеохтинском кладбище Санкт-Петербурга.

## Спортивные результаты
- Чемпионат СССР по самбо 1947 года — ;
- Чемпионат СССР по самбо 1948 года — ;

## Известные воспитанники
- Виктор Данилин — 3-кратный чемпион СССР;
- Арон Боголюбов — 3-кратный чемпион СССР;
- Владимир Малаховский — Заслуженный тренер СССР[2].

## Память
15 апреля 2006 года во дворце спорта «Юбилейный» прошёл первый всероссийский турнир по самбо памяти И. В. Васильева.